# René Holten Poulsen
René Holten Poulsen (28. november 1988) er en dansk kajakroer fra Maribo Kajakklub, der ved udgangen af 2016 har vundet medaljer ved OL (1), VM (5) og EM (18).

## Barndom og ungdom
Poulsen er opvokset i Guldborg, Agerup, Hunseby og Lille Slemminge på Lolland. Han gik i skole i Våbensted og Sakskøbing, og da han var 12 år gammel, begyndte han at gå til kajakroning i Maribo Kajakklub. I 2010 blev han færdigudlært som tømrer, men begyndte allerede året efter at leve som professionel kajakroer.

## Karriere
Han blev den 9. januar 2016 ved Sport 2015 i Boxen i Herning hædret som vinder af dansk idræts to fornemmeste hæderspriser: Årets Sportsnavn og BT Guld.
Som kun 19-årig vandt han sølv i K2 (toerkajak) 1.000 meter ved OL i 2008 i Beijing og guld ved EM samme år, begge gange sammen med Kim Wraae. Efter OL i Beijing valgte René at fokusere på primært enerkajak og med stor succes. I 2015 blev han som den kun 6. atlet i historien - og den første dansker - dobbelt verdensmester i K1 1.000 m og 500 m enerkajak. Med de to guldmedaljer kvalificerede han sig dermed til OL 2016. samt fik en nominering til Årets Sportsnavn 2015, som uddeles i Herning 9. januar 2016. Året før, i Moskva i 2014, vandt han også to VM-medaljer, guld på K1 500 meter og bronze på K1 1.000 meter. Begge år vandt René også tre medaljer ved EM.
René Holten Poulsen har også vundet EM-guld seks gange, og han har endda vundet i alle de olympiske 1.000 meter-klasser; K1 1.000 meter, K2 1.000 meter og K4 1.000 meter. Han har desuden vundet mindst én EM-medalje hvert år siden 2008, så han har stået på podiet ved EM otte år i træk.
Ved OL 2012 deltog han i firerkajak på 1.000 m sammen med Kim Wraae, Emil Stær og Kasper Bleibach og i enerkajak. Kvalifikationen kom i hus, da firerkajakken nåede i finalen ved VM i 2011. OL-billetten blev udstedt af DIF efter indstilling fra forbundet. Som optakt til OL vandt firerkajakken EM-guld i Kroatien. Ved OL blev firerkajakken nummer fem i finalen, og René Holten Poulsen blev nummer fire i enerkajak. 
Ved OL i Rio i 2016 kæmpede René Holten Poulsen med sygdom mens et tordenvejr aftenen inden finalen havde givet store problemer med søgræs og blade på bl.a. René Holten Poulsens, Fernando Pimentas og Max Hoffs baner. Disse lande nedlagde efter løbet protest over forholdene.
I både 2014 og 2015 blev han den danske atlet med flest individuelle mesterskabsmedaljer i et kalenderår. I 2014 vandt han fem mesterskabsmedaljer: To VM-medaljer og tre EM-medaljer. I 2015 vandt han seks mesterskabsmedaljer: To VM-medaljer, tre EM-medaljer og en European Games-medalje.
René Holten Poulsen har ved udgangen af 2016 vundet 56 guldmedaljer ved danske mesterskaber.
René Holten Poulsens meritter og fysiske statur har givet ham tilnavnet 'Powerhouse Poulsen'.

### Afslutning på karrieren
Efter OL i Paris i 2024 lagde Poulsen endegyldigt konkurrencekajakroningen på hylden. 20. september 2024 holdt Maribo Kajakklub en bevæget afskedsreception for Poulsen, som ifølge Lolland-Falsters Folketidende havde været klubbens største stjerne nogensinde.

## Andre aktiviteter
I januar 2015 blev han optaget i Kraks Blå Bog.
Poulsen deltog i 2017-versionen af Vild med Dans, hvor han dansede med Jenna Bagge. Parret endte på en syvendeplads.

## Privatliv
René Holten Poulsen har dannet par med elitesvømmeren og OL-guldvinderen Pernille Blume. Parret gik fra hinanden i september 2017.